# 韋爾斯縣 (印第安納州)
韋爾斯县（英語：Wells County）是位於美國印第安納州東北部的一個縣。面積959平方公里。根據美國2000年人口普查，共有人口27,600人。縣治布拉夫頓（Bluffton）。
成立於1835年2月7日，縣政府成立於1837年2月2日，5月1日生效。縣名紀念幼時被邁阿密族俘虜，後來被波塔瓦托米人所殺的威廉·威爾斯上校。